# Liolaemus tandiliensis
Espèce
Statut de conservation UICN

 VU B1ab(iii,iv,v) : Vulnérable
Liolaemus tandiliensis est une espèce de sauriens de la famille des Liolaemidae.

## Répartition et habitat
Cette espèce est endémique des monts Tandilia dans la province de Buenos Aires en Argentine,. On la trouve entre 150 et 500 m d'altitude. Elle vit dans les zones rocheuses des prairies.

## Description
C'est un saurien ovipare.

## Étymologie
Son nom d'espèce, composé de tandili et du suffixe latin -ensis, « qui vit dans, qui habite », lui a été donné en référence au lieu de sa découverte, les monts Tandilia.

## Publication originale
- Vega, Bellagamba & Lobo, 2008 : A new endemic species of Liolaemus (Iguania: Liolaemidae) from the Mountain Range of Tandilia, Buenos Aires Province, Argentina. Herpetologica, vol. 64, no 1, p. 81-91.